# Stilpnaroma vitrina
Stilpnaroma vitrina är en fjärilsart som beskrevs av Paul Mabille 1878. Stilpnaroma vitrina ingår i släktet Stilpnaroma och familjen tofsspinnare. Inga underarter finns listade i Catalogue of Life.